# 이살코 화산

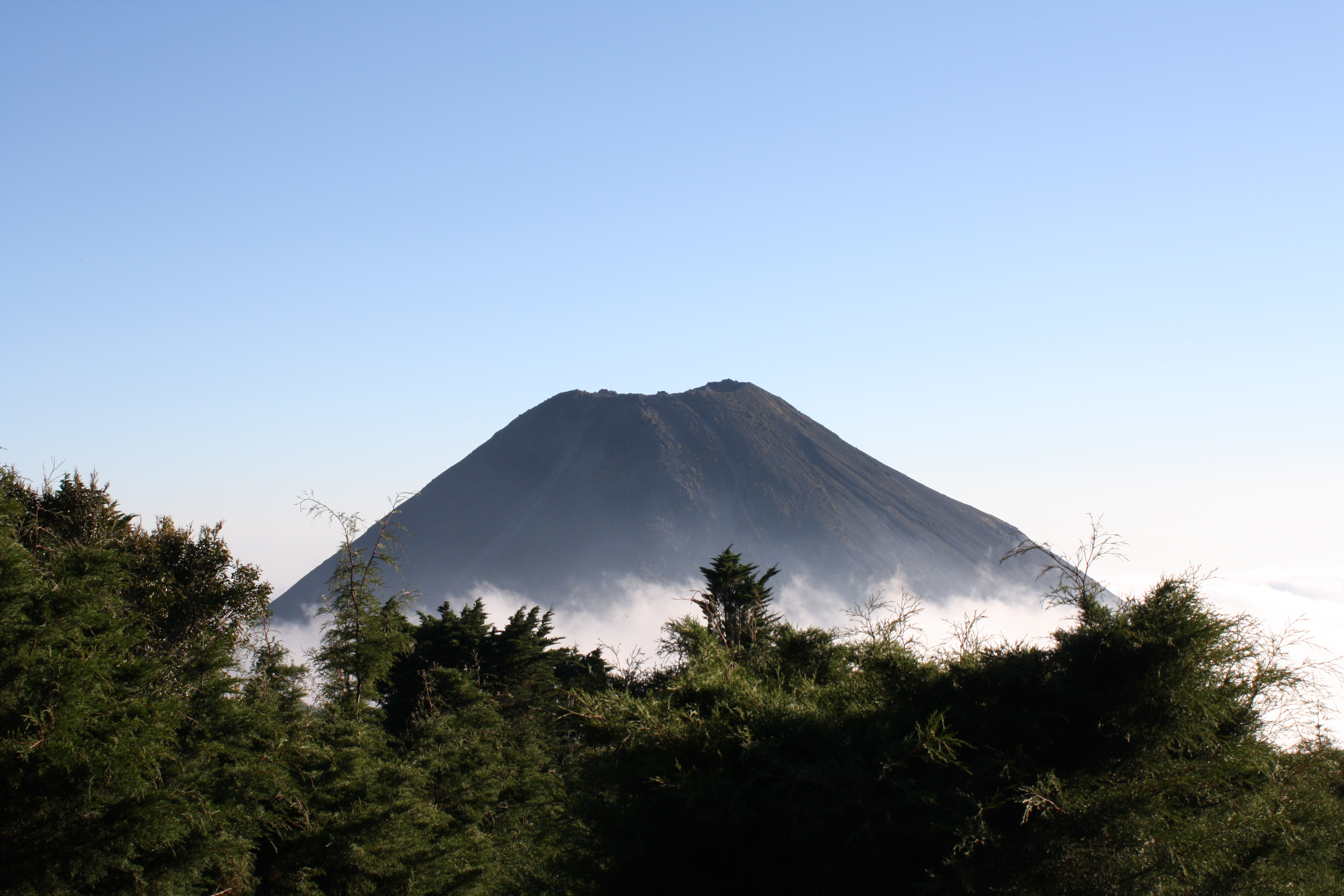

이살코 화산(Izalco)은 엘살바도르의 산타아나 화산 옆에 자리잡고 있는 성층화산으로, 활화산이다. 이 화산은 산타아나 화산과 딱 붙어 있으며, 지금도 활동 중이다. 분화구에서는 아직도 연기가 나온다.